# Signal to Noise
Signal to Noise è un graphic novel sceneggiato da Neil Gaiman e disegnato da Dave McKean, pubblicato inizialmente a puntate sulla rivista The Face nel 1989 e successivamente in volume nel 1992.
Ha vinto l'Eisner Award per il Migliore album grafico – inedito nel 1993.

La storia è stata adattata da Gaiman per uno sceneggiato radiofonico per la BBC nel 1996, con musiche dello stesso McKean e successivamente per uno spettacolo teatrale di Marc Rosenbush e Robert Toombs, messo in scena a Chicago nel 1999 con il contributo dello stesso Gaiman” 

## Edizioni italiane
Le ristampe italiane del graphic novel includono le seguenti edizioni:
- Signal to Noise, Edizioni BD, 2014, cartonato, 92 pagine a colori, ISBN 978-88-6883-071-7

## Trama
Un regista è assillato dall'idea di un film sulla fine del mondo attesa per l'anno Mille, raccontata attraverso reazioni e paure degli abitanti di un piccolo villaggio europeo dell'epoca. Durante la progettazione del film, però, al regista viene diagnosticata una malattia terminale e da lì in poi la fine immaginata per il film si confonderà con la vita reale del protagonista.

## Personaggi e temi
La storia di Gaiman racconta di un'eterna lotta tra opposti, tra segnale e rumore, tra significati posticci e un senso del nulla su cui poggia l'esistenza umana. Su questo rumore di fondo, l'uomo tenta di imporre degli schemi alla vita attraverso il Tempo e la Storia, cercando i segni della sua origine per mano di un evento naturale o di uno sconosciuto Creatore. Ma tale Creatore forse non c'è, o forse c'è ma l'uomo non è in grado di coglierne i segnali.

È questa realtà che il protagonista-regista vuole raccontare nel suo film, cercando di cogliere e narrare l'accettazione e la consapevolezza del vacuo, anche se alla fine il suo film, realizzato dalla sua compagna, verrà totalmente frainteso dal pubblico e dai giornalisti. Il Segnale si trasforma in Rumore.

Dave McKean illustra il fumetto con la sua tecnica tipica, che mescola dipinto, disegno, collage e fotografia, creando gli intermezzi fra un capitolo e l'altro con testi costituiti da parole accostate fra loro a caso con il programma Babble 2.0 e col supporto di una Canon Lasercopier 3000. Spesso non c'è corrispondenza fra il racconto di Gaiman e le immagini di McKean, “a sottolineare lo sfasamento fra il linguaggio codificato e il tumultuoso ed incerto caos che vi è alla base”